# Green Snake
Pour plus de détails, voir Fiche technique et Distribution.
Green Snake (chinois traditionnel : 青蛇, Ching Se) est un film hong-kongais réalisé par Tsui Hark, sorti en 1993.

## Synopsis
Cette histoire est inspirée de la Légende du serpent blanc. Il y a deux serpents inséparables : l'un a 1000 ans, l'autre 500 ans ; l'un est blanc, l'autre vert. Un jour, ils trouvent le chapelet du bouddha et se transforment en deux jolies filles. Elles apprennent toutes les choses humaines mais n'arrivent pas à comprendre les sentiments. Au fil de l'histoire, les sentiments finissent par arriver naturellement.

## Fiche technique
- Titre : Green Snake
- Titre original : 青蛇 (Qīng shé)
- Réalisation : Tsui Hark
- Scénario : Tsui Hark et Lillian Lee, d'après un roman de Lillian Lee
- Production : Tsui Hark
- Musique : Zhan Huang, Songde Lei, Lui Tsung-tak et James Wong
- Photographie : Ko Tsiu
- Montage : Ah Tsik
- Décors : Bill Lui
- Costumes : Ng Po-ling
- Société de production : Seasonal Film Corporation
- Pays d'origine :  Hong Kong
- Format : Couleurs - 1,85:1 - Dolby - 35 mm
- Genre : Drame, fantastique, romance
- Durée : 98 minutes
- Date de sortie : 4 novembre 1993 (Hong Kong)

## Distribution
- Maggie Cheung : Serpent vert
- Joey Wong : Serpent blanc
- Chiu Man-cheuk : Moine Fahai
- Tien Feng : Spider
- Wu Xing-Guo : Hsui Xien

## Autour du film
- Le film est tiré du roman de Lilian Lee Pik-Wah (en) qui porte le même nom. Le roman lui-même est inspiré d'une des légendes les plus populaires de Chine: Légende du serpent blanc.

## Récompenses
- Nomination au prix de la meilleure direction artistique (Bill Lui), meilleurs costumes et maquillages (William Cheng et Ng Po-ling) et meilleure musique, lors des Hong Kong Film Awards 1994.